# Meranoplus dlusskyi

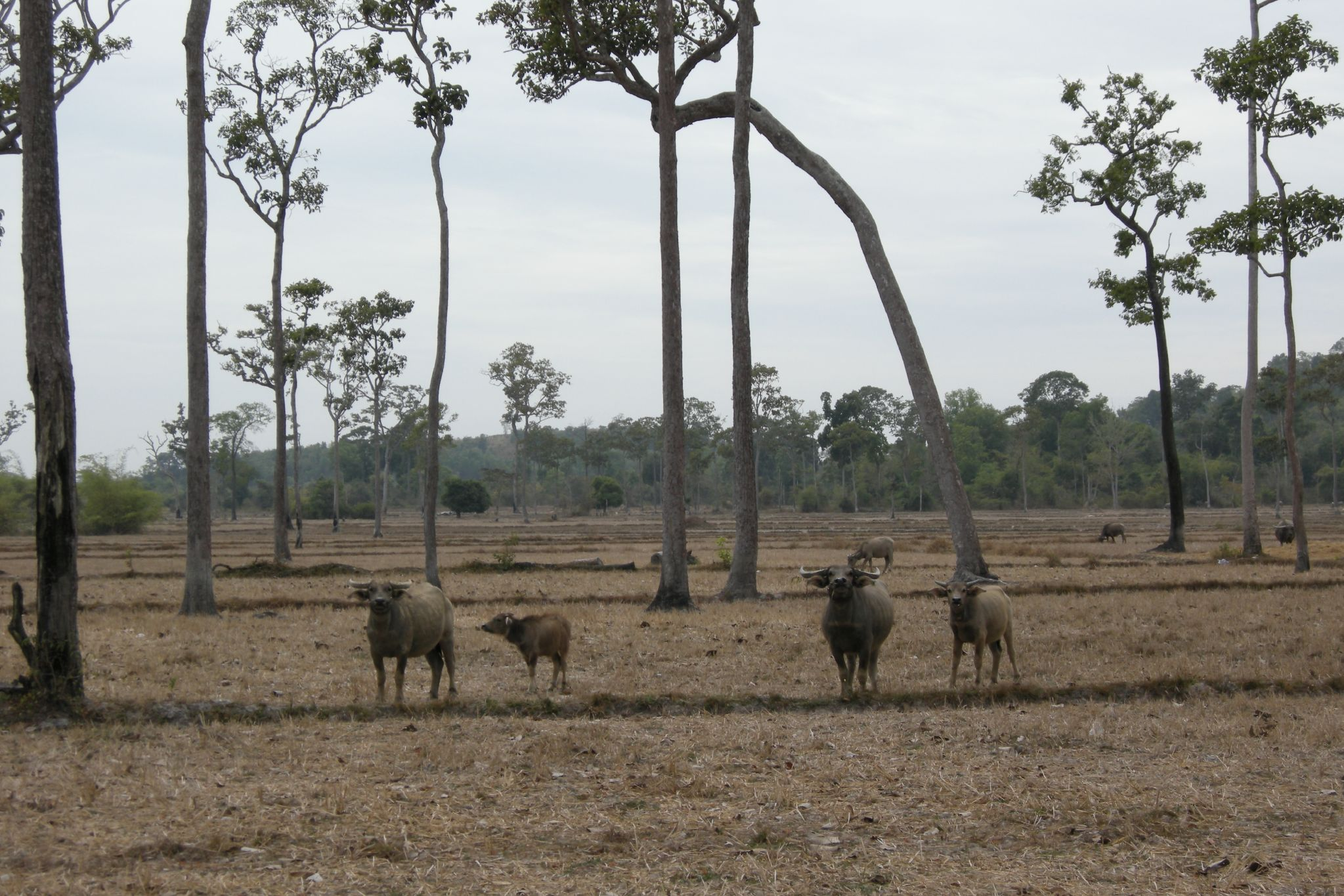
Национальный парк Каттьен — место распространения муравьев Meranoplus dlusskyi

Meranoplus dlusskyi  (лат.) — вид мелких муравьёв рода Meranoplus из подсемейства Myrmicinae (Formicidae).

## Распространение
Юго-Восточная Азия: южный Вьетнам (провинция Донгнай, национальный парк Каттьен).

## Описание
Длина рабочих муравьёв 2,28 — 2,98 мм, длина головы 0,53 — 0,63 мм (ширина 0,5 — 0,6 мм). Основная окраска тела желтовато-коричневая. Глаза сильно редуцированы и состоят из 0-2 омматидиев; расположены под усиковыми бороздками. Мандибулы вооружены 5 зубцами. Клипеус гладкий и блестящий. Усики 9-члениковые с булавой из 3 вершинных члеников. Максиллярные щупики 3-члениковые, нижнечелюстные щупики из 3 члеников (у других видов рода формула 5,3). Грудь высокая, пронотум слит с мезонотумом, образуя единый склерит (промезонотальный щит). Проподеум с двумя короткими шипиками. Стебелёк между грудкой и брюшком состоит из двух члеников: петиолюса и постпетиолюса (последний четко отделен от брюшка), жало развито, куколки голые (без кокона). Вид был впервые описан в 2015 году по рабочим особям (самцы и самки остаются неизвестными).

## Этимология
Видовое название дано в честь крупного российского мирмеколога профессора Геннадия Михайловича Длусского (1937—2014).